# Коломан (мученик)
Колома́н (Коломан из Штоккерау, ирл. Colmán; лат. Colomannus; умер в 1012) — римско-католический святой, национальный покровитель Австрии, покровитель путешественников и заступник за повешенных. День св. Коломана отмечается 13 октября, в годовщину первого переноса мощей святого в Мельк.

## Мученичество
О жизни св. Коломана известно крайне мало (житие было написано через 30 лет после его гибели). Считается, что он происходил из ирландского или шотландского княжеского рода (позднейшая традиция называла его сыном ирландского правителя Маэлсехнайлла мак Домнайлла, чему нет прямых доказательств), и был убит по дороге в Иерусалим 17 июля 1012 возле Штоккерау. В это время Австрия была полем войны между императором Генрихом Святым и польским князем Болеславом Храбрым. Коломан, не знавший немецкого языка, попал в руки одной из воюющих партий, был принят за шпиона-чеха, и после мученических пыток повешен на бузине, между двух разбойников. Тело Коломана, принятого за преступника, по тогдашнему обычаю не было похоронено, и в течение полутора лет не подверглось разложению. Чудеса, связанные с покойным, заинтересовали церковь, и он был захоронен с почестями в базилике Штоккерау.

## Канонизация

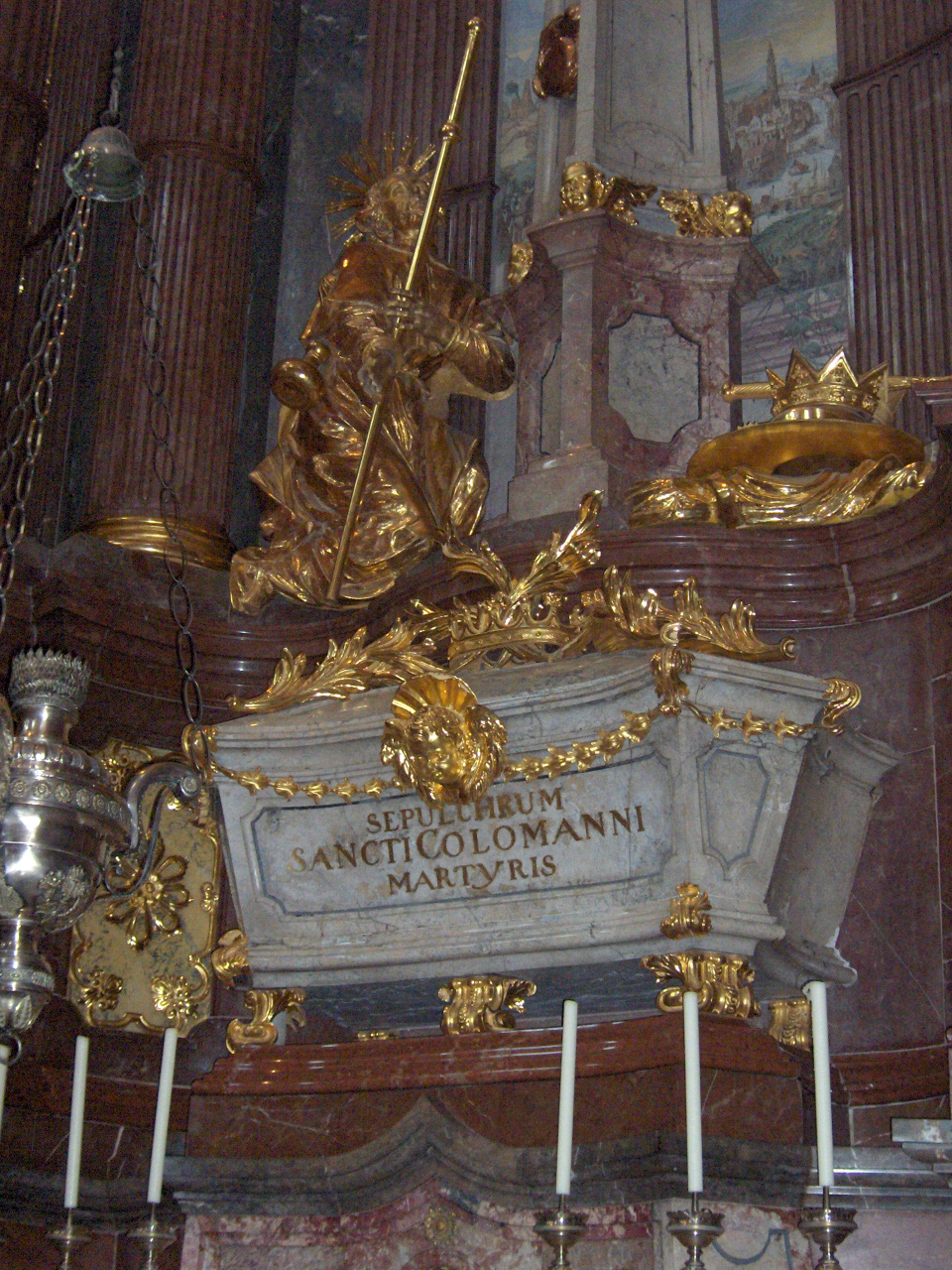
Гробница Коломана. Аббатство Мельк. Австрия

В 1014 году Генрих I (маркграф Австрии) также заинтересовался почитаемым в народе Коломаном и устроил вскрытие склепа Коломана в Штокерау; мощи вновь оказались нетленными. 13 октября 1014 Генрих перезахоронил их в Мельке. Герцог Фридрих II, добивавшийся учреждения в своих владениях епископской кафедры, организовал написание Страстей св. Коломана и поощрял народный культ Коломана — национальный святой был важным подспорьем в его политике. В 1244 — папа Иннокентий IV канонизировал святого и повелел Фридриху II отмечать день памяти Коломана по всем австрийским землям. Старейшая церковь, названная в память о святом, датирована XIII веком и находится в Лаб-им-Вальде.

## Почитание

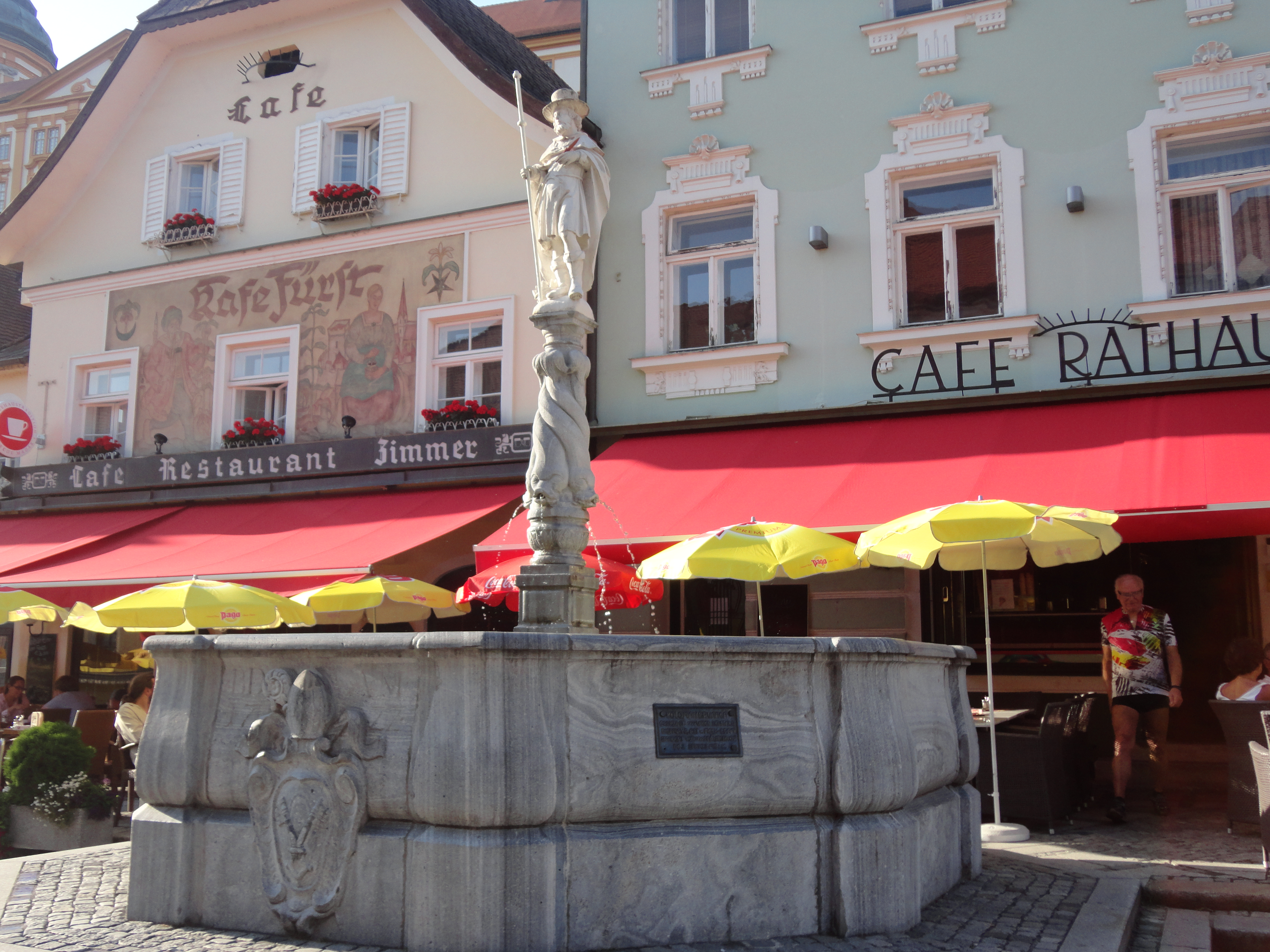
Памятник Святому Коломану в Мельке

После смерти Фридриха король венгерский потребовал мощи св. Коломана себе, и получил их, однако в итоге вернул их в Мельк, так как духовенство предрекло вымогателю стихийные бедствия. Тело Коломана оказалось в Мельке, череп без нижней челюсти — в Секешфехерваре, а челюсть исчезла без следа. Она «чудесно обрелась» в 1752 году и с тех пор демонстрируется верующим раз в год, 13 октября.
В 1362 Рудольф IV (герцог Австрии) выстроил над склепом в Мельке роскошное надгробие, а в венском соборе св. Стефана появилась вторичная реликвия — так называемый Коломанов камень (нем. Kolomanistein), на котором бронзовыми буквами выложена похвала святому. Вероятно, Рудольф планировал перенос мощей в Вену. Этот перенос не состоялся; в последний раз мощи были потревожены при перестройке мелькского замка.
Коломан был единственным святым — покровителем Австрии с 1244 по 1663 (в 1663 первенство было передано Святому Леопольду). Святой Коломан — покровитель Штоккерау, Мелька и монастыря Мельк. В иконографии — изображается в обличье паломника, нередко — повешенным или с петлёй в руке.
Венгерские короли Геза I и Андраш II назвали в честь Коломана своих сыновей — это были соответственно Кальман I Книжник, король венгерский и хорватский, и Коломан, князь галицкий и герцог славонский.